# Platymiscium hebestachyum
Platymiscium hebestachyum är en ärtväxtart som beskrevs av George Bentham. Platymiscium hebestachyum ingår i släktet Platymiscium och familjen ärtväxter. Inga underarter finns listade i Catalogue of Life.

## Bildgalleri